# بينالولين
بينالولين (بالإسبانية: Peñalolen)‏ هي بلدية في تشيلي في محافظة سانتياغو في إقليم سانتياغو متروبوليتان. 

## التركيبة السكانية
وفقًا لتعداد عام 2002 للمعهد الوطني للإحصاء ، تمتد بينالولين على مساحة 54.2 كيلومتر مربع (21 ميل مربع) ويبلغ عدد سكانها 216.060 نسمة (105.528 رجلاً و 110.532 امرأة) ، والكومونة هي منطقة حضرية بالكامل . نما عدد السكان بنسبة 20.2٪ (36279 نسمة) بين تعدادي 1992 و 2002.
احصائيات:
- المساحة: 54.2 كيلومتر مربع
- عدد السكان: 238177 نسمة (توقعات عام 2006)
- متوسط الدخل السنوي للأسرة: 856 43 دولارًا أمريكيًا ( تعادل القوة الشرائية ، 2006) .
- السكان الذين يعيشون تحت خط الفقر: 8.7٪ (2006) .
- مؤشر جودة الحياة الإقليمي: 74.35 ، متوسط ، 26 من 52 (2005) .
- مؤشر التنمية البشرية : 0.743 ، 52 من أصل 341 (2003) .